# Martin Johnson Heade
Martin Johnson Heade (Lumberville, Pensilvania, 11 de agosto de 1819–San Agustín, Florida, 4 de septiembre de 1904) fue un pintor estadounidense, cuyas obras se incluyen en la Escuela del río Hudson, dentro de la rama de esta escuela llamada luminismo americano. 

## Primeros años y formación
Heade —hijo de un propietario rural— nació en el pequeño pueblo de Lumberville, donde vivió hasta 1842. Entre 1837 y 1839 aprendió pintura con Edward Hicks, pintor cuáquero famoso por sus numerosas representaciones del "Reino de Paz" según Isaías 11:6. Tal vez también estudió con el retratista Thomas Hicks —primo del anterior— ya que su primera obra conocida es un retrato del año 1839. A principios de la década de 1840 realizó un grand tour de tres años por Europa. Se sabe poco de dicho viaje, que sin duda influyó en su posterior carácter itinerante.

## Fase creativa
La primera exposición de sus obras tuvo lugar en 1841, en la Academia de Bellas Artes de Pensilvania, seguida en 1843 de otra exposición en la Academia Nacional de Dibujo de Nueva York, donde continuó exponiendo regularmente sus pinturas. Entre 1840 y 1860 cambió a menudo de residencia, viviendo en Filadelfia, Saint Louis, Chicago, Trenton y Providence. Aunque su primer paisaje conocido es Rocks in New England —de 1855—  fue en 1859, cuando conoció a Frederic Edwin Church, quien sería su mejor amigo y quien le fomentó el interés por esta rama pictórica.

### Paisajes campestres y de marismas
El interés de Heade por el paisajismo aumentó debido al contacto con John Frederick Kensett y Benjamin Champney, a quienes conoció en las Montañas Blancas de Nuevo Hampshire. Heade alquiló un estudio en el Tenth Street Studio Building —en Nueva York— donde varios artistas de la Escuela del Río Hudson —como John Frederick Kensett, Sanford R. Gifford  y Frederic E. Church— trabajaban en aquel momento. Su estilo maduro estuvo influido por la obra de Fitz Henry Lane, con una luminosidad y precisión en los detalles. en composiciones serenas que destacan las cualidades atmosféricas.
Se dedicó especialmente a los paisajes campestres de Massachusetts, Connecticut, Rhode Island y Nueva Jersey, y a las marismas de la costa de Nueva Inglaterra, en composiciones de amplios horizontes, luminosos celajes y con objetos a menudo inmersos en ambientes húmedos.Dichas escenas están realizadas generalmente a finales de verano o principios de otoño, con el heno segado y apilado en gavillas. La composición suele ser de carácter marcadamente horizontal, de paisajes cortados por un serpenteante curso de agua y surcados de gavillas que se alejan hacia el horizonte, en una atmósfera llovediza y con vaporosos efectos de luz.
En contraste con los paisajes de la Escuela del Río Hudson, las pinturas de Heade dejan de lado la realidad topográfica, prefiriendo en su lugar la expansión de la escena, lograda con elementos repetitivos —como pajares y personas— y con una particular iluminación, por lo que a menudo es considerado representante del luminismo americano.

### Motivos tropicales.
El lienzo de Frederic Edwin Church El corazón de los Andes —del año 1859— despertó el interés de Heade por los motivos tropicales. Entre 1860 y 1870 viajó por Jamaica, Panamá, Brasil y Colombia, donde, además de paisajes, pintó naturalezas muertas, a menudo con orquídeas y colibríes, que son algunas de sus pinturas más celebradas.Entre 1863 y 1864 —en Brasil— realizó en una serie de más de 40 pinturas pequeñas, con colibríes como motivo principal. Esta serie fue originalmente pensada para un libro titulado "Las gemas de Brasil", que nunca publicó, debido a dificultades financieras y dudas sobre la previsible calidad de la impresión.

### Últimos años y bodegones
En 1883 se casó —a los sesenta y cuatro años— y se mudó a San Agustín (Florida), donde vivió y continuó pintando hasta su muerte en 1904. Continuando con su anterior interés, eligió como motivo principal de sus obras el entorno subtropical de Florida. Sus obras realizadas allí incluyen bodegones con flores  —en particular de magnolias— de tamaño pequeño a mediano, colocadas en un jarrón o directamente sobre telas de seda o terciopelo. A su muerte —en 1904— su obra había caído en el olvido y no fue revalorizada hasta el siglo XX.

## Relación con la Escuela del Río Hudson
La pertenencia de Heade a la Escuela del Río Hudson deriva principalmente de la inclusión de obras suyas en una exposición en el Museo Metropolitano de Arte en 1987, dedicada a paisajes de dicha corriente pictórica. Pero, de hecho, solamente alrededor del 40 por ciento de sus obras son paisajes, ya que el resto incluye bodegones, pájaros, flores y retratos, temáticas no relacionadas con la Escuela del Río Hudson. Solo una cuarta parte de sus paisajes se pueden atribuir estilísticamente a dicha escuela, ya que Heade estaba poco interesado en la representación topográfica, centrándose en cambio en los estados de ánimo y en los efectos de luz. Según Theodore Stebbins: "Si las pinturas de paisajes costeros, así como las composiciones más convencionales [...] podrían llevar al espectador a pensar en Heade como un pintor de la Escuela del Río Hudson, por el contrario, las escenas de las marismas dejan claro que no lo era".